# Instituto Open Window
Open Window es un proveedor de educación superior privado acreditado. Fue establecida en 1993 como una escuela de arte. Desde entonces, se ha expandido a un instituto que ofrece tres títulos de licenciatura, un título de posgrado y certificados acreditados.

## Programas académicos
- Licenciatura en Artes Cinematográficas[1]
  - Cine y Televisión
  - Diseño de sonido
  - Diseño en movimiento
  - Animación 3D
  - Diseño de juego
  - Diseño de producción
  - Actuación de pantalla
  - Guion
- Licenciatura en Diseño de Interacción[1]
  - Diseño de interacción
  - Desarrollo de interacción
  - Diseño tridimensional
- Licenciatura en Artes en Diseño de Comunicación Visual[1]
  - Diseño de comunicación
  - Ilustración
  - Fotografía
- Licenciatura en Artes con Honores en Comunicación Visual[1]

Un título de honores de cuatro años incluye una combinación de trabajo práctico, pensamiento crítico y creativo, así como investigación.
Todas las calificaciones están acreditadas por el Consejo de Educación Superior (CHE) y están registradas en la Autoridad de Calificaciones de Sudáfrica (SAQA).
Open Window también está registrado en MICT Seta (Número de acreditación: ACC/2016/07/0012) para los siguientes programas:
- Certificado Nacional: Animación 3D y Efectos Visuales[2]
- Certificado Nacional: Producción de Cine y Televisión[2]
- Certificado FET: Fotografía[2]
- Certificado Técnicas de Diseño[2]